# 李澭
李澭（854年—864年7月8日），唐朝皇子，是唐宣宗的第十子，母曰陈氏。
大中十一年（857年），李澭被他父亲唐宣宗封为广王，其后史书中没有记载他的情况。咸通五年（864年）六月一日逝世于邸第，年十一。乾符四年（877年）四月十四日，迁葬于万年县□川乡尚傅村。
　　